# Chauvin (Canada)
Chauvin is een plaats in de Canadese provincie Alberta en telt 308 inwoners (2006).